# Vladimír Andrs
Vladimír Andrs (12. května 1937, Praha – 17. června 2018) byl český veslař, reprezentant Československa, olympionik, který získal bronzovou medaili z olympijských her. V Tokiu 1964 získal bronzovou medaili ve dvojskifu společně s Pavlem Hofmannem.

## Úspěchy
- Mistrovství Evropy Praha 1961, stříbrná medaile, skif
- Mistrovství Evropy Kodaň 1963, zlatá medaile, dvojskif (s Pavlem Hofmannem)